# Vincent Fago
Pour les articles homonymes, voir Fago (homonymie).
Vincent Fago ou Vincenzo Francisco Gennaro Di Fago (né le 28 novembre 1914- mort le 13 juin 2002) est un éditeur et auteur de comics américain.

## Biographie
Il commence comme assistant sur l'animation à Fleischer Studios sur Douce et Criquet s'aimaient d'amour tendre. Il a illustré une centaine de livres pour enfants (dont des livres à colorier).
Il travaille pour Timely Comics avec Ernie Hart, Jim Mooney, Mike Sekowsky, Dave Berg & Al Jaffee (Mad).
Vincent Fago était éditeur en chef de Marvel Comics de 1942 à 1945.
Il est mort d'un cancer de l’estomac en 2002.

## Œuvres
- Popeye (animation)
- Betty Boop (animation)
- Superman (animation)
- Gulliver's Travels (1939)
- Terrytoons Comics (animation)
- Mighty Mouse (animation)
- Mr Bug Goes to Town (1941)
- Super Rabbit (Movie Tunes)